# Prix d'histoire
Le prix d'histoire est un ancien prix de l'Académie française, destiné à récompenser l'auteur d'un ouvrage historique. Ce prix n'a été décerné qu'en 1986.

## Liste des lauréats
Médaille de bronze
- Henri Dupuch - J’étais médecin au Maroc 1942-1958
- Camille François - Résistance en pays nantais
- Gérard Ingold - Les boules presse-papiers et les sulfures des cris
- Jacques Jourquin - Journal du capitaine François, dit le dromadaire d’Égypte
- Alfred Milliet - Abbaye de Saint-Martin du Canigou
- Pierre Pluchon - Histoire des médecins et pharmaciens de marine et des colonies
- Jacques Robichon - Néron
- Jean Saulay - Histoire des goums marocains

Médaille d'argent
- Jean-Pierre Guitton - Les Lyonnais dans l’histoire
- Jacques Heers - Machiavel
- Paul Lombard - Par le sang d’un prince : le duc d’Enghien
- André Pecker - La médecine du XIIIe au XXe siècle
- Jean-Paul Poisson - Notaires et société. Travaux d’histoire et de sociologie notariales
- Émilienne Eychenne - Les portes de la liberté
- Philippe Gillet - Par mets et par vins : voyages et gastronomie en Europe (XVIe – XVIIIe siècles)